# Mru
Pour les articles homonymes, voir MRU.

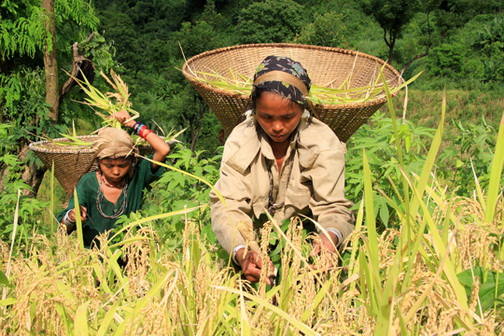
Récolte du riz sur les collines

Les Mru, ou Mro, ou encore Murung sont un groupe ethnique habitant :
- Au Bangladesh, les collines du district de Bandarban dans la région qu'on appelle traditionnellement les "Chittagong Hill Tracts", où leur population était de 80 000 en 2002;
- En Inde dans l'État du Bengale occidental, où ils étaient à peine 1 200 en 1981.

Par leurs voisins Chakma et Marma, les Mru sont appelés "Lengta", "Kuki", "Langye".
Au Bangladesh, au terme de l'accord de paix du 2 décembre 1997 qui a mis fin à plus de 20 années de conflit entre le gouvernement et les populations autochtones des Chittagong Hill Tracts, les Mru seront représentés au "Chittagong Hill Tracts Regional Council" qui sera chargé de l'administration des 3 districts constituant la région.

## Histoire
Selon le Rajwang, chronique des rois d'Arakan, au XIIe siècle, deux Mru auraient aidé le roi Da Tha (1153-1165) à trouver une statue du Bouddha Mahamuni. 
Au XIVe siècle, les Mru auraient été chassés de l'Arakan par un autre peuple, les Khumi, dont ils sont ethniquement proches. Ils se seraient alors installés dans la vallée occidentale de la Sangu et le long de la Matamuhuri.

## Langue et culture
La langue mru forme à elle seule un groupe de la branche tibéto-birmane des langues sino-tibétaines.
Les Mru sont bouddhistes, mais observent encore leur religion traditionnelle.

## Démographie
À la fin des années 1970, il y a 20 000 Mru répartis dans les 200 villages de la région Chittagong.